# César Isella
César Isella (Salta, Argentina; 20 de octubre de 1938 - 28 de enero de 2021) fue un cantante y autor de música folklórica de la Argentina. Integró Los Fronterizos (1956-1966), fue una de las figuras del Movimiento del Nuevo Cancionero, y en la década de 1990 fue descubridor, padrino y representante de la cantante Soledad Pastorutti. Fue autor de la música de "Canción con todos", considerada como himno de América Latina. Ganó con su composición «El cantar es andar» el certamen folclórico del Festival Internacional de la Canción de Viña del Mar en 2010.

## Biografía
A los siete años de edad fue contratado para integrar el elenco de Hollywood Park, en una gira de diez días por Salta. Dos años después se anotó en un concurso de canto semanal, que ganó siete semanas consecutivas, obteniendo el primer premio: una pelota de fútbol.
En 1954, a los diecisiete años, integró el grupo Los Sin Nombre, junto a Tomás Tutú Campos (1940-2001), Javier E. Pantaleón (1940-1978), Luis Gualter Menú, y el Japonés Higa. Los dos primeros terminarían formando Los Cantores del Alba y el tercero, Los de Salta. Los Sin Nombre llegaron a actuar junto a Ariel Ramírez (1921-2010), en una presentación en el Hotel Salta.

### Los Fronterizos
En 1956 integró el grupo Los Fronterizos, reemplazando a Carlos Barbarán, utilizando su nombre legal Julio César Isella, completando la formación fundada en 1953 por Gerardo López, junto a Eduardo Madeo y Juan Carlos Moreno. Su ingreso al grupo resultaría decisivo para definir el estilo que haría de Los Fronterizos, uno de los conjuntos más destacados de la historia del folklore argentino. López e Isella hacían las dos voces barítonas, primera y segunda, en tanto que Madeo y Moreno eran la aguda y el bajo. Esta formación llevó al grupo al estrellato y la máxima popularidad.
Los Fronterizos grabaron cinco temas de Isella cuando éste integraba el grupo: "La fiera" (en el disco Hechizo), "Se lo llevó el carnaval" (Voces mágicas), "Guitarreando" (Voces mágicas), "Corazón guitarrero" y "Un abrazo a Corrientes" (Color en folklore). Luego, ya sin Isella, grabaron otros cuatro: "Los seguidores" (Sangre fronteriza), "Canción de lejos" (Desde el corazón...), "Viento no más" (Cantando), "Paloma y laurel" (¡Hoy!). Con Los Fronterizos, en 1964, participó en la histórica grabación original de la Misa criolla, de Ariel Ramírez (1921-2010), considerada la obra suprema de la música argentina.

### La carrera solista

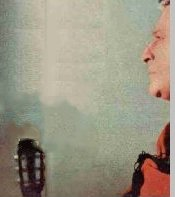
Foto de la portada del primer álbum solista de César Isella, Estoy de vuelta (1968).

En 1966, inició una carrera solista, con el nombre de César Isella. La decisión sorprendió al público, porque luego de la Misa Criolla, Los Fronterizos se encontraban en el pináculo del éxito.
César Isella cuenta ese momento del siguiente modo:

En 1963, con Los Fronterizos, habíamos ido a Mendoza y habíamos conocido en un mismo día a Atahualpa Yupanqui y a Armando Tejada Gómez, Oscar Matus, el pintor Carlos Alonso, Tito Francia, y a una flaquita tucumana, la mujer de Matus, llamada Mercedes Sosa. Me sorprendió mucho el repertorio que ellos cantaban, era diferente a lo que conocía, tanto melódica como poéticamente. Le agregaban contenido a una música que hasta entonces era solo descriptiva. Ese sonido nuevo me maravilló, y me agarré un metejón con ellos.
César Isella.

Isella adhiere entonces, con fervor, a los postulados del Movimiento del Nuevo Cancionero, que habían lanzado Armando Tejada Gómez (1929-1992), Mercedes Sosa (1935-2009), Oscar Matus y otros artistas mendocinos en 1963. En esa nueva línea artística, en 1968, lanzó su primer álbum solista llamado Estoy de Vuelta, que incluye temas como la bellísima "Zamba para no morir" de Hamlet Lima Quintana, y también un tango, la conocida "Milonga triste", de Homero Manzi y Sebastián Piana.
En 1969 compuso la música de "Canción con todos", a la que el poeta Armando Tejada Gómez le puso letra, tema que ha sido designado por la Unesco como Himno de América Latina y traducido a treinta idiomas. En 1970 presentó junto a Tejada Gómez y Los Trovadores, el espectáculo América joven. En 1974 obtuvo el Premio Martín Fierro por su programa radial "Argentina canta así", que condujo por Radio Continental de Buenos Aires.

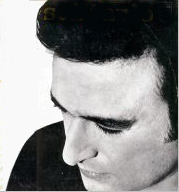
Foto de la portada del segundo álbum solista de César Isella, Solitario (1969).

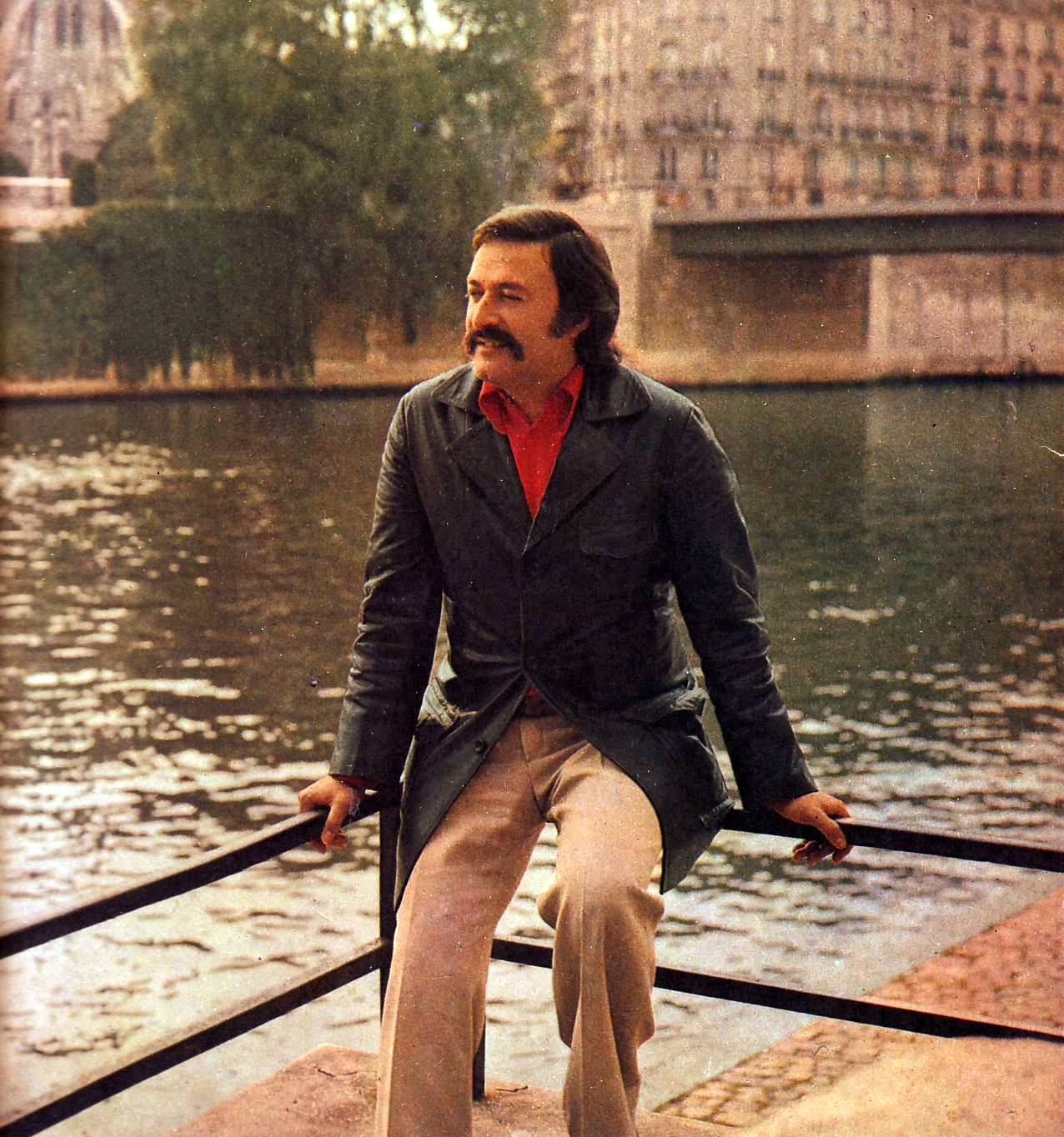
César Isella a orillas del Sena, en París, en 1975.

Durante la dictadura militar autodenominada Proceso de Reorganización Nacional (1976-1983), Isella fue incluido en las listas de censura al igual que "Canción con todos". Entre las obras realizadas en esos años se destaca el álbum Juanito Laguna (1976), sobre el personaje niño del pintor Antonio Berni, con música y poesías de Astor Piazzolla, Horacio Ferrer, Atahualpa Yupanqui (1908-1992), Gustavo Cuchi Leguizamón (1917-2000), Manuel J. Castilla, Armando Tejada Gómez, Eduardo Falú, Jaime Dávalos y él mismo. El disco fue secuestrado por el régimen militar, que prohibió su difusión.
Volvió a la Argentina el 29 de octubre de 1983, cuando ya había sido votado el presidente Raúl Alfonsín, oportunidad en la que brindó un recital en el Estadio Obras Sanitarias. En aquel momento de retornos del exilio, participó en recitales históricos, como el que realizara en el Luna Park junto a Horacio Guarany, el Festival de Cosquín del verano de 1984, y los recitales masivos Obras Sanitarias de Silvio Rodríguez y Pablo Milanés, cantantes censurados por el régimen militar.
En 1984 realiza junto a Víctor Heredia y el Cuarteto Zupay el espectáculo Canto a la poesía, integrado por poemas musicalizados de Pablo Neruda, María Elena Walsh y José Pedroni, presentado con un éxito resonante en el Luna Park, recital que luego fuera difundido en un álbum que vendió 300 000 ejemplares. Ese mismo año realizó también una convocatoria para jóvenes autores inéditos, recibiendo más de 1000 canciones, de las cuales seleccionó diez, con las que compuso su disco Frágil amanecer.
En 1985 presentó en el Teatro Alvear de Buenos Aires "Isella con Todos", con la participación de Armando Tejada Gómez, el Cuchi Leguizamón, Los Trovadores, Teresa Parodi, Los Carabajal, el Ballet Folklórico Nacional dirigido por El Chúcaro y Norma Viola, y Los Huancara, entre otros. Ese año, aún en el gobierno la dictadura de Augusto Pinochet, volvió a presentarse en Chile, luego de trece años de prohibición.
En 1987 inició un programa radial de difusión musical por Radio Excelsior (luego Radio La Red), que se prolongó más de veinte años. En 1993 realizó el álbum Canción con todos a beneficio de la Unesco, en el que el famoso tema musical es interpretado Joan Manuel Serrat, Silvio Rodríguez, Pablo Milanés, Tania Libertad, Guadalupe Pineda, Jairo, Manuel Mijares, Osvaldo Pugliese, Inti Illimani, Miguel Mateos, Astor Piazzolla, Atahualpa Yupanqui, Lito Vitale y él mismo. El álbum recibió el Premio ACE.
En 1995, en oportunidad de la Reunión de la Cumbre Iberoamericana en Punta Arenas, Chile, canta "Canción con todos", y la hace entonar en grupo a los líderes iberoamericanos, entre ellos Fidel Castro, el rey Juan Carlos I de España, Felipe González, Eduardo Frei, etc. Ese año participó del Festival Todas la Voces, organizado en Quito por el pintor ecuatoriano Oswaldo Guayasamín, junto a destacados cantores latinoamericanos; en esa oportunidad Guayasamín le regala su retrato, dedicado.

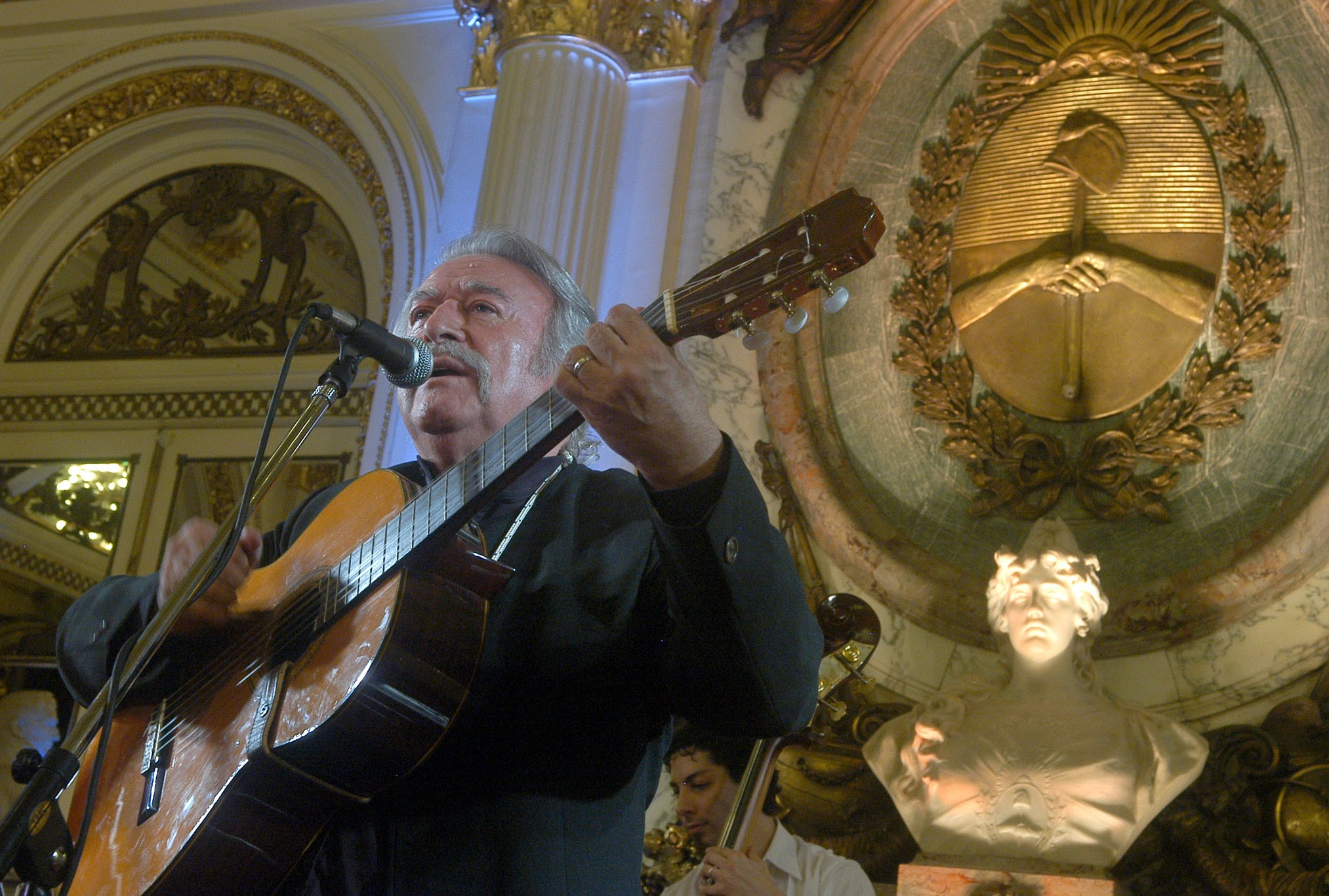
César Isella cantando en el Salón Blanco de la Casa Rosada, 2008.

Entre 1995 y 1997, durante tres ediciones sucesivas, dirigió la "Peña Oficial" Festival Nacional de Folklore de Cosquín, desarrollando una política de participación de artistas jóvenes. Algunos de los cantantes que surgieron en esas presentaciones son Rubén Patagonia, Adrián Maggi, Soledad, Luciano Pereyra, Los Tekis, etc.
En 1999 Estados Unidos adquirió los derechos de "Canción con todos" para ser analizada en las escuelas secundarias como material de estudio de la música y la cultura latinoamericana.
En 2007 coincidiendo con los 50 años de su carrera profesional, Isella lanzó el álbum 50 años de simples cosas y un libro autobiográfico.
Fue director general del Teatro General San Martín, y vicepresidente de SADAIC (Sociedad Argentina de Autores y Compositores). Ha musicalizado a poetas como Nicolás Guillén, José Pedroni y Pablo Neruda. Además de "Canción con todos", Isella ha compuesto muchas canciones destacadas, entre ellas: "Fuego de Animaná", "Canción de las simples cosas" (con letra de Armando Tejada Gómez), "Canción de lejos", "Canción para despertar a un negrito" (poesía de Nicolás Guillén), "Canción de la ternura", "La patria dividida" (poesía de Pablo Neruda), etc.
El 25 de septiembre de 2012, fue nombrado Embajador de la Música Popular Latinoamericana (con rango y jerarquía de subsecretario), por la Secretaria de Cultura de la Presidencia de Argentina.
Falleció el 28 de enero de 2021.

## Discografía

### Sencillos
- Single Philips 83395PB

1. «Canto al abuelo de Greda» - 2:47"
2. «Tristeza del por qué» - 2:33

- Single Philips 83238-PB

1. «Adiós en diciembre» - 2:22"
2. «Volveré siempre a San Juan» - 2:47"

- César Isella & Horacio Guarany, single Philips 83237 PB

1. «Padre del carnaval» - 2:39"
2. «Se lo llevó el carnaval» - 2:37"

- Mensaje, single doble, Philips 84207 PT

1. «Pastor de nubes» - 3:03"
2. «Coplas para la muerte» - 2:49"
3. «Canción para despertar a un negrito» - 2:19"
4. «Luna de Córdoba» - 3:01"

### Álbumes

#### ConLos Fronterizos
- 1957: Canciones de cerro y luna, Vol. 2
- 1958: Canciones de cerro y luna, Vol. 3
- 1959: En alta fidelidad
- 1960: Canciones de cerro y luna, Vol. 4
- 1960: Los grandes éxitos de Los Fronterizos
- 1960: Cordialmente Los Fronterizos
- 1961: Los Fronterizos
- 1962: El hechizo de Los Fronterizos
- 1963: Personalidad en folklore
- 1963: Coronación del folklore (con Ariel Ramírez y Eduardo Falú)
- 1964: Voces mágicas
- 1964: Misa criolla / Navidad nuestra (dirigido por Ariel Ramírez)
- 1965: Color en folklore

### Solista
- 1968: Estoy de vuelta
- 1969: Solitario
- 1971: Hombre en el tiempo
- 1972: A José Pedroni
- 1973: América joven I
- 1973: América joven II
- 1973: América joven III
- 1976: Juanito Laguna (con Cantoral y Ana D'Ana)
- 1982: Padre Atahualpa
- 1984: Canto a la poesía (con Víctor Heredia y el Cuarteto Zupay)
- 1988: Necesarios
- 1991: La canción con todos (presentado por Isella, a beneficio de Unesco. Arreglos y dirección musical por Oscar Cardozo Ocampo)
- 1991: Homenaje a Zitarrosa × César Isella
- 2002: La Historia
- 2007: 50 años de simples cosas
- 2020: Autor

### Colectivos
- 1973: Primer festival internacional de la canción popular
- 1975: Compañero presidente
- 1996: Todas las voces todas

## Filmografía parcial
- Bicho raro (1965) dir. Carlos Rinaldi.
- Hasta donde llegan tus ojos (1995) dir. Silvio Fischbein.

## Premios y reconocimientos
- Primer Premio Fray Bentos, Uruguay, 1970.
- Premio Martín Fierro por el mejor programa radial musical, 1974
- Primer Premio en el Festival Nacional de Cosquín
- Disco de Oro 1962, 1964, 1974, 1982
- Premio Konex - Diploma al Mérito 1985
- Primer Premio en el Festival de la Patagonia, Chile
- Premio en el Festival Mundial de la Canción Agustín Lara, México
- Premio ACE por el álbum Homenaje a la Poesía, 1993.
- Gaviota de Plata de la Competencia Folclórica en la 51.ª edición del Festival Internacional de la Canción en Viña del Mar, por  la canción "El cantar es andar", Chile, 2010